# Tomáš Marek
Tomáš Marek (* 20. dubna 1981, Kladno) je český fotbalista, obránce, reprezentant.

## Fotbalová kariéra
Hrál za FC Viktoria Plzeň, FK Admira Praha, SK Kladno, FC Baník Ostrava a FC Vysočina Jihlava. V české nejvyšší soutěži odehrál do konce sezóny 2011–2012 163 utkání a dal 3 góly. V sezóoně 2006/07 byl jediným hráčem, který odehrál všechny minuty v ročníku české nejvyšší soutěže. Za českou reprezentaci nastoupil 11. září 2009 v přátelském utkání s Marokem.

## Kariéra
- 2000–2002 FC Viktoria Plzeň
- 2002–2003 FK Admira Praha
- 2003–2006 SK Kladno
- 2006–2012 FC Baník Ostrava
- 2012–2016 FC Vysočina Jihlava
- 2016–2022 Sokol Hostouň[1]
- 2022– TJ Baník Švermov

## Ligová bilance
| Ročník                    | Zápasy | Góly | Klub                |
| ------------------------- | ------ | ---- | ------------------- |
| 1. Gambrinus liga 2000/01 | 7      | 0    | FC Viktoria Plzeň   |
| 1. Gambrinus liga 2006/07 | 30     | 1    | FC Baník Ostrava    |
| 1. Gambrinus liga 2007/08 | 28     | 1    | FC Baník Ostrava    |
| 1. Gambrinus liga 2008/09 | 29     | 0    | FC Baník Ostrava    |
| 1. Gambrinus liga 2009/10 | 25     | 0    | FC Baník Ostrava    |
| 1. Gambrinus liga 2010/11 | 25     | 0    | FC Baník Ostrava    |
| 1. Gambrinus liga 2011/12 | 19     | 1    | FC Baník Ostrava    |
| 1. Gambrinus liga 2012/13 |        |      | FC Vysočina Jihlava |
| CELKEM                    | 163    | 3    |                     |